# 日及木错
日及木错，又称错木惹（藏語：རི་སྐྱེམ་མཚོ།，威利转写：ri skyem mtsho，THL：Rikyem Tso）位于中国西藏自治区林芝市巴宜区境内，地处巴宜区中部，八一镇西北24公里处，八及曲上游河谷中，海拔3400米。是一座古冰碛湖，垄体高达100余米。湖水从垄体左侧的缺口下泄。湖泊四面环山，树木林立。